# David Chiang
David Chiang Da-Wei, nato Chiang Wei-nien (cinese tradizionale: 姜大衛; cinese semplificato: 姜大卫; pinyin: Jiāng Dàwèi; jyutping: Goeng1 Daai6-wai6; Shanghai, 29 giugno 1947), è un attore, regista e produttore cinematografico cinese basato ad Hong Kong, dove negli anni '70 fu una star delle arti marziali nei film dello Studio Shaw.
Ha recitato in più di 130 lungometraggi e 30 serie televisive.
Nato in una famiglia di artisti, è fratello minore dell'attore Paul Chun e fratellastro maggiore del regista Derek Yee.

## Biografia
Entrambi i genitori di Chiang (la madre Huang Wei, nata Lo Chen, ed il padre Yen Hua, nato Chiang Ko-chi) erano attori della Cina continentale, approdati ad Hong Kong alla fine degli anni '40 durante la guerra civile cinese. Chiang iniziò a recitare durante l'infanzia, comparendo in film in bianco e nero già dall'età di quattro anni.
Nel 1966, mentre lavorava come stuntman e istruttore per i combattimenti sui set dei film dello Studio Shaw, fu avvicinato dal regista Chang Cheh, che avendone notate le potenzialità divenne suo mentore. Fu lo stesso Chang a dargli il nome d'arte David Chiang, sebbene il suo nome inglese originale fosse John.
Dopo che Jimmy Wang lasciò improvvisamente la compagnia nel 1969, Run Run Shaw e i dirigenti anziani dello Studio Shaw si trovarono a corto di protagonisti maschili di rilievo, per cui offrirono un contratto a Chiang. Sotto la costante guida di Chang Cheh, che gli fece fare coppia con l'altro nuovo divo Ti Lung, Chiang vinse il premio come "Miglior Attore" al sedicesimo Asian Film Festival nel 1970, grazie al ruolo interpretato nella pellicola Vengeance. Nel 1972, vinse ancora un Golden Horse Award come "Miglior Attore" al diciottesimo Asian Film Festival per il film The Blood Brothers, che sarebbe uscito nelle sale asiatiche l'anno successivo. Fu proprio nel 1973, inoltre, che vinse il premio per il "Più Contemporaneo" al diciannovesimo Asian Film Festival, per il lungometraggio The Generation Gap. Questi e molti altri film erano tutti in coppia con Ti Lung. Nel 1974 senza Lung, Chiang recita nella coproduzione Shaw-Hammer "La leggenda dei 7 vampiri d'oro" accanto al divo dell'horror britannico Peter Cushing, ma il film non ottiene il successo sperato e non internazionalizza Chiang.
Nel 1973,  Chiang lasciò Hong Kong insieme al mentore Chang Cheh per fondare una casa di produzione indipendente con il nome di Chang's Scope Company. Con il patrocinio e l'incoraggiamento di Run Run Shaw, le pellicole della compagnia continuarono ad essere distribuite attraverso i canali della famiglia Shaw. Fu nella Chang's Scope Company che Chiang debuttò alla regia, cimentandosi anche nella scrittura di sceneggiature e nella produzione cinematografica.
Alla fine degli anni '70 Chiang continuava ancora la propria carriera di attore, recitando sotto la regia di personalità quali Lee Han Chiang, Hsueh Li Pao, Ho Meng-hua e Lau Kar Leung. Negli anni '80 entrò anche nelle produzioni del piccolo schermo, a partire da The Green Dragon Conspiracy, Princess Chang Ping e Dynasty del 1981. A metà degli anni '80 collaborò con entrambi i fratelli, Paul Chun e Derek Yee, alla produzione, regia e recitazione della commedia Legend of the Owl. Chiang recitò in altri ruoli comici, in particolare nelle produzioni The Challenger e The Loot, dirette da Eric Tsang. Tra la fine degli anni '80 e l'inizio degli anni '90, Chiang diresse i lungometraggi Heaven Can Help, Silent Love, The Wrong Couples, Mr. Handsome, Double Fattiness, My Dear Son, Will of Iron e Mother of a Different Kind. Anche negli anni 2000 ha continuato a lavorare nell'industria cinematografica e televisiva non solo in Cina e a Hong Kong, ma anche in Corea del Sud, in produzioni come Election, Daisy, Revolving Doors Of Vengeance, Lethal Weapons of Love and Passion, Land of Wealth, The Family Link e la serie televisiva del 2007 The Gem of Life. Nel 2006 ha ricevuto una nomination come "Miglior Attore non Protagonista", per il ruolo interpretato nella serie del canale televisivo TVB Revolving Doors of Vengeance.
Nel 2004 Chiang fu introdotto nella Avenue of Stars di Hong Kong, corrispettivo della Hollywood Walk of Fame, come onorificenza per la sua carriera nel cinema di Hong Kong. Nonostante i vari successi girati in coppia con Ti Lung, la frattura fra i due non si è mai ricomposta e non hanno mai più lavorato assieme.

## Filmografia

### Cinema (attore)
| 1952 | The Closer the Better (近水樓台)                      |                             |                                        |      |                         |  |  |
| 1953 | Green Heaven (碧雲天)                                 |                             |                                        |      |                         |  |  |
| 1954 | Return (歸來)                                         | Siao-ming                   |                                        |      |                         |  |  |
| 1956 | Blind Love (盲戀)                                     |                             |                                        |      |                         |  |  |
| 1956 | The Orphan Girl (梅姑)                                |                             |                                        |      |                         |  |  |
| 1957 | A Mellow Spring (春光無限好)                          |                             |                                        |      |                         |  |  |
| 1957 | Little Angel of the Streets (馬路小天使)              |                             |                                        |      |                         |  |  |
| 1958 | The Blessed Family (全家福)                           |                             |                                        |      |                         |  |  |
| 1958 | Young Vagabond (流浪兒)                               |                             |                                        |      |                         |  |  |
| 1959 | The Kingdom and the Beauty (江山美人)                 |                             |                                        |      |                         |  |  |
|      | All The Profecional                                   |                             |                                        |      |                         |  |  |
| 1960 | Street Boys (街童)                                    |                             |                                        |      |                         |  |  |
| 1960 | Twilight Hours (曉風殘月)                             |                             |                                        |      |                         |  |  |
| 1960 | Kiss Me Again (第二吻)                                |                             |                                        |      |                         |  |  |
| 1960 | The Orphan in Distress (苦海孤雛)                     |                             |                                        |      |                         |  |  |
| 1961 | Till the Clouds Roll by (雲開見月明)                  |                             |                                        |      |                         |  |  |
| 1961 | The Search of Loved One (萬里尋親記)                  | Orfano Ngau                 |                                        |      |                         |  |  |
| 1962 | Ladies First (好事成雙)                               |                             |                                        |      |                         |  |  |
| 1962 | Unspeakable Truths (有口難言)                         |                             |                                        |      |                         |  |  |
| 1963 | The Lady and the Thief (女人與小偷)                   |                             |                                        |      |                         |  |  |
| 1967 | Lady in Distress: The Invincible Fighter (無敵女殺手) |                             |                                        |      |                         |  |  |
| 1967 | The Black Killer (黑殺星)                             |                             | Extra                                  |      |                         |  |  |
| 1968 | Golden Swallow (金燕子)                               |                             |                                        |      |                         |  |  |
| 1968 | Blue Falcon (藍鷹)                                    |                             |                                        |      |                         |  |  |
| 1968 | Red Lamp Shaded in Blood (血影紅燈)                   |                             | Extra                                  |      |                         |  |  |
| 1968 | The White Dragon (飛俠小白龍)                         |                             | Extra                                  |      |                         |  |  |
| 1968 | The Sword of Swords (神刀)                            |                             |                                        |      |                         |  |  |
| 1968 | The Silver Fox (玉面飛狐)                             |                             |                                        |      |                         |  |  |
| 1968 | Spring Morning Flying Cloud (春曉雲開)                |                             |                                        |      |                         |  |  |
| 1969 | Dead End (死角)                                       | David Liao Ching-Shui       |                                        |      |                         |  |  |
| 1969 | Le invincibili spade delle tigri volanti              |                             |                                        |      |                         |  |  |
| 1969 | The Invincible Fist (鐵手無情)                        |                             |                                        |      |                         |  |  |
| 1969 | The Flying Dagger (飛刀手)                            |                             |                                        |      |                         |  |  |
| 1969 | Return of the One-Armed Swordsman (獨臂刀王)          | Yin                         |                                        |      |                         |  |  |
| 1970 | The Heroic Ones (十三太保)                            | Li Cunxiao                  | I 13 figli del drago verde             |      |                         |  |  |
| 1970 | The Singing Killer (小煞星)                           |                             |                                        |      |                         |  |  |
| 1970 | Vengeance (film 1970) (報仇)                          | Guan Xiaolou                |                                        |      |                         |  |  |
| 1970 | The Wandering Swordsman (遊俠兒)                      |                             |                                        |      |                         |  |  |
| 1970 | The Winged Tiger (插翅虎)                             |                             |                                        |      |                         |  |  |
| 1970 | The Secret of the Dirk (大羅劍俠)                     |                             |                                        |      |                         |  |  |
| 1971 | The Anonymous Heroes (無名英雄)                       |                             |                                        |      |                         |  |  |
| 1971 | The Deadly Duo (雙俠)                                 |                             |                                        |      |                         |  |  |
| 1971 | Duel of Fists (拳擊)                                  | Massacro di uomini violenti |                                        |      |                         |  |  |
| 1971 | King Eagle (鷹王)                                     |                             |                                        |      |                         |  |  |
| 1971 | I 4 del drago nero (大決鬥)                           |                             |                                        |      |                         |  |  |
| 1971 | La mano sinistra della violenza (新獨臂刀)            |                             |                                        |      |                         |  |  |
| 1972 | Angry Guest (惡客)                                    |                             |                                        |      |                         |  |  |
| 1972 | Il drago si scatena (馬永貞)                          |                             |                                        |      |                         |  |  |
| 1972 | Four Riders (四騎士)                                  |                             | I 4 scatenati di Hong Kong             |      |                         |  |  |
| 1972 | Trilogy of Swordsmanship (群英會)                     | Mu Yuqi                     | Parte 3: "White Water Strand" (白水灘) |      |                         |  |  |
| 1972 | Le sette anime del drago (水滸傳)                     | Yan Qing                    |                                        |      |                         |  |  |
| 1972 | Young People (年輕人)                                 |                             |                                        |      |                         |  |  |
| 1973 | I sette guerrieri del Kung Fu (蕩寇誌)                | Yan Qing                    |                                        |      |                         |  |  |
| 1973 | The Blood Brothers (刺馬)                             |                             |                                        |      |                         |  |  |
| 1973 | The Generation Gap (叛逆)                             |                             |                                        |      |                         |  |  |
| 1973 | The Pirate (大海盜)                                   | Generale Wu Yee             |                                        |      |                         |  |  |
| 1974 | The Two Faces of Love (小孩與狗)                      |                             |                                        |      |                         |  |  |
| 1974 | Shao Lin wu zu (少林五祖)                             |                             |                                        |      |                         |  |  |
| 1974 | Friends (朋友)                                        |                             |                                        |      |                         |  |  |
| 1974 | The Savage Five (五虎將)                              |                             |                                        |      |                         |  |  |
| 1974 | La leggenda dei 7 vampiri d'oro                       |                             |                                        |      |                         |  |  |
| 1975 | The Empress Dowager (傾國傾城)                        |                             |                                        |      |                         |  |  |
| 1975 | The Imposter (七面人)                                 |                             |                                        |      |                         |  |  |
| 1975 | The Taxi Driver (的士大佬)                            |                             |                                        |      |                         |  |  |
| 1975 | Temperament of Life (嬉笑怒罵)                        |                             |                                        |      |                         |  |  |
| 1975 | The Young Rebel (後生)                                |                             |                                        |      |                         |  |  |
| 1976 | The Condemned (死囚)                                  |                             | Anche regista                          |      |                         |  |  |
| 1976 | The One-Armed Swordsmen (獨臂雙雄)                    |                             | Anche regista                          |      |                         |  |  |
| 1976 | 7 Man Army (八道樓子)                                 |                             |                                        |      |                         |  |  |
| 1976 | I giganti del karaté (少林寺)                         |                             |                                        |      |                         |  |  |
| 1977 | Death Duel (三少爺的劍)                               |                             |                                        |      |                         |  |  |
| 1977 | Judgment of an Assassin (決殺令)                      |                             |                                        |      |                         |  |  |
| 1977 | Magnificent Wanderers (江湖漢子)                      |                             |                                        |      |                         |  |  |
| 1977 | The Naval Commandos (海軍突擊隊)                      |                             | -                                      | 1977 | Whirlwind Kick (旋風踢) |  |  |
| 1977 | Strife for Mastery (水月門)                           |                             |                                        |      |                         |  |  |
| 1978 | Shaolin Handlock (十字鎖喉手)                         |                             |                                        |      |                         |  |  |
| 1978 | Shaolin Mantis (螳螂)                                 |                             |                                        |      |                         |  |  |
| 1978 | The Red Phoenix (火鳳凰)                              |                             |                                        |      |                         |  |  |
| 1978 | Sensual Pleasures (子曰:食色性也)                     |                             |                                        |      |                         |  |  |
| 1979 | Abbot of Shaolin (少林英雄榜)                         |                             |                                        |      |                         |  |  |
| 1979 | Blooded Treasury Fight (血肉磨坊)                     |                             |                                        |      |                         |  |  |
| 1979 | The Challenger (踢館)                                 |                             |                                        |      |                         |  |  |
| 1979 | The King of Fists and Dollars (王拳王鍰)              |                             |                                        |      |                         |  |  |
| 1979 | Murder Plot (孔雀王朝)                                |                             |                                        |      |                         |  |  |
| 1979 | A Sword Shot at the Sun (一劍刺向太陽)                |                             |                                        |      |                         |  |  |
| 1980 | Heaven and Hell Gate (第三類打鬥)                     |                             |                                        |      |                         |  |  |
| 1980 | The Loot (賊贓)                                       |                             |                                        |      |                         |  |  |
| 1980 | Fight for Glory (絕代英雄)                            |                             |                                        |      |                         |  |  |
| 1980 | The Lost Kung Fu Secrets (鈑公雞)                     |                             |                                        |      |                         |  |  |
| 1980 | Six Directions of Boxing (六合八法)                   |                             |                                        |      |                         |  |  |
| 1981 | The Legend of the Owl (貓頭鷹)                        |                             | Anche regista                          |      |                         |  |  |
| 1981 | Night of the Assassins (刺客列傳)                     |                             |                                        |      |                         |  |  |
| 1981 | Red Phoenix                                           |                             |                                        |      |                         |  |  |
| 1981 | Yee Dang Bing Chuk Chap (二等兵續集)                  |                             |                                        |      |                         |  |  |
| 1981 | Return of the Deadly Blade (飛刀‧又見飛刀)            |                             |                                        |      |                         |  |  |
| 1981 | Funny Soldier (傻兵立大功)                            |                             |                                        |      |                         |  |  |
| 1982 | Play Con Game (十張王牌)                              |                             |                                        |      |                         |  |  |
| 1982 | The Challenger (彈指神功)                             |                             |                                        |      |                         |  |  |
| 1982 | Strife for Mastery                                    |                             |                                        |      |                         |  |  |
| 1982 | Till Death Do We Scare (小生怕怕)                     |                             |                                        |      |                         |  |  |
| 1983 | Play Catch (少爺威威)                                 |                             |                                        |      |                         |  |  |
| 1983 | Sword with the Windbell (風鈴中的刀聲)                |                             |                                        |      |                         |  |  |
| 1984 | Heaven Can Help (上天救命)                            |                             |                                        |      |                         |  |  |
| 1984 | Shanghai 13 (上海灘十三太保)                          |                             |                                        |      |                         |  |  |
| 1985 | Bambole e botte (夏日福星)                            |                             | Cammeo                                 |      |                         |  |  |
| 1985 | Yes, Madam (皇家師姐)                                 |                             |                                        |      |                         |  |  |
| 1986 | Soul (老娘夠騷)                                       |                             |                                        |      |                         |  |  |
| 1986 | From Here to Prosperity (奪寶計上計)                  |                             |                                        |      |                         |  |  |
| 1986 | Where's Office Tuba? (霹靂大喇叭)                     |                             |                                        |      |                         |  |  |
| 1987 | Angel (天使行動)                                      |                             |                                        |      |                         |  |  |
| 1987 | It's a Mad, Mad, Mad World (富貴逼人)                 |                             |                                        |      |                         |  |  |
| 1987 | The Wrong Couples (不是冤家不聚頭)                    |                             |                                        |      |                         |  |  |
| 1988 | Double Fattiness (雙肥臨門)                           |                             | Cammeo, anche regista                  |      |                         |  |  |
| 1988 | Tiger on Beat (老虎出更)                              |                             |                                        |      |                         |  |  |
| 1988 | The Revenge Ghost of the Tree (林投姐)                |                             |                                        |      |                         |  |  |
| 1989 | Just Heroes (義膽群英)                                |                             |                                        |      |                         |  |  |
| 1989 | Mr. Sunshine (開心巨無霸)                             |                             |                                        |      |                         |  |  |
| 1991 | Will of Iron (黑雪)                                   |                             | Anche regista                          |      |                         |  |  |
| 1991 | The Banquet (豪門夜宴)                                |                             | Cammeo                                 |      |                         |  |  |
| 1992 | Mary From Beijing (夢醒時分)                          |                             |                                        |      |                         |  |  |
| 1992 | Once Upon a Time in China II (黃飛鴻之二男兒當自強)   | Luk Hou-dung                |                                        |      |                         |  |  |
| 1992 | The Twin Dragons (雙龍會)                             |                             |                                        |      |                         |  |  |
| 1994 | What Price Survival ('94獨臂刀之情)                   |                             |                                        |      |                         |  |  |
| 1995 | The Adventurers (大冒險家)                            |                             |                                        |      |                         |  |  |
| 1999 | The Legend of Speed (烈火戰車2極速傳說)               |                             |                                        |      |                         |  |  |
| 2003 | Star Runner (少年阿虎)                                |                             |                                        |      |                         |  |  |
| 2005 | Election (黑社會)                                     |                             |                                        |      |                         |  |  |
| 2005 | 2 Young (早熟)                                        |                             |                                        |      |                         |  |  |
| 2006 | Daisy (데이지)                                        |                             |                                        |      |                         |  |  |
| 2009 | Look for a Star (遊龍戲鳳)                            |                             |                                        |      |                         |  |  |
| 2012 | Love on Gallery Bridge (愛在廊橋)                     | Lin Fukun                   |                                        |      |                         |  |  |
| 2013 | The Rooftop (天台)                                    |                             |                                        |      |                         |  |  |
| 2014 | Kung Fu Jungle (一個人的武林)                         |                             |                                        |      |                         |  |  |
| 2015 | From Vegas to Macau II                                |                             |                                        |      |                         |  |  |

### Cinema (regista)
- The Drug Addict (1974)
- A Mad World of Fools (1974)
- The One-Armed Swordsmen (1976)
- The Condemned (1976)
- Whirlwind Kick (1977)
- The Legend of the Owl (1981)
- Heaven Can Help (1984)
- Silent Love (1986)
- Mr. Handsome (1987)
- The Wrong Couples (1987)
- Double Fattiness (1988)
- My Dear Son (1989)
- When East Meets West (1990)
- Will of Iron (1991)
- Mother of a Different Kind (1995)

### Televisione
| Anno | Canale    | Titolo                                                            | Ruolo            | Note                                                                   |
| ---- | --------- | ----------------------------------------------------------------- | ---------------- | ---------------------------------------------------------------------- |
| 1980 | RTV       | Dynasty (大內群英)                                                | Cang Zang        |                                                                        |
| 1981 | RTV       | Princess Cheung Ping (武俠帝女花)                                 | Jyun Joek-fei    |                                                                        |
| 1982 | RTV       | The Green Dragon Conspiracy (琥珀青龍)                            | Ziu Hin          |                                                                        |
| 1982 | ATV       | The Conqueror (雄霸天下)                                          |                  |                                                                        |
| 1982 | TTV       | The Return of Swords Lady Riding West on White Horse (白馬嘯西風) | Ma Jiajun        |                                                                        |
| 1984 | TTV       | Jagged Generals of the Yang Family (鐵血楊家將)                   | Liu Tianchi      |                                                                        |
| 1992 | TTV       | Ma's Assassination (刺馬)                                         | Ma Xinyi         |                                                                        |
| 1993 | TVB       | The Mystery of the Condor Hero (射鵰英雄傳之九陰真經)             | Wong Yeuk-see    |                                                                        |
| 1994 | TVB       | Fate of the Clairvoyant (再見亦是老婆)                            |                  |                                                                        |
| 1995 | TVB       | The Fist of Law (大捕快)                                          |                  |                                                                        |
| 1995 | TVB       | A Good Match from Heaven (天降奇緣)                               |                  |                                                                        |
| 1996 | ATV       | The Snow is Red (雪花神劍)                                        | Luo Xuan         |                                                                        |
| 1998 | ATV       | A Lawyer Can Be Good (流氓·律師)                                  |                  |                                                                        |
| 1998 | TVB       | War and Remembrance (乾隆大帝)                                    |                  |                                                                        |
| 2000 | ATV       | Hong Kong Police (非常好警)                                       |                  |                                                                        |
| 2000 | ATV       | The Love Story In The Fantasyland (鏡花緣傳奇)                    |                  |                                                                        |
| 2000 | CTV       | State of Divinity (笑傲江湖)                                      | Qu Yang          |                                                                        |
| 2000 | ATV       | Wonder Bar (快活谷)                                               |                  |                                                                        |
| 2005 | TVB       | Wong Fei Hung - Master of Kung Fu (我師傅係黃飛鴻)                | Wong Kay Ying    |                                                                        |
| 2005 | TVB       | Revolving Doors of Vengeance (酒店風雲)                           | Cheung Wing-fat  | Nomination - TVB Anniversary Awards, "Miglior Attore non Protagonista" |
| 2006 | TVB       | Lethal Weapons of Love and Passion (覆雨翻雲)                     | Long Fan-wun     |                                                                        |
| 2006 | TVB       | Face to Fate (布衣神相)                                           | Sum Sing-nam     |                                                                        |
| 2006 | TVB       | Land of Wealth (滙通天下)                                         | Kiu Bun-yip      | Nomination - TVB Anniversary Awards, "Miglior Attore non Protagonista" |
| 2007 | TVB       | The Family Link (師奶兵團)                                        | Ko Wing-kuen     | Nomination - TVB Anniversary Awards, "Personaggio Maschile Preferito"  |
| 2007 | Mediacorp | Making Miracles (奇迹)                                            | Chen Guanlin     |                                                                        |
| 2008 | TVB       | The Master of Tai Chi (太極)                                      | Mo Chik          |                                                                        |
| 2008 | TVB       | The Gem of Life (珠光寶氣)                                        | Hong Ching-yeung |                                                                        |
| 2009 | TVB       | The Threshold of a Persona (ID精英)                               | Mak Kai-ming     |                                                                        |
| 2009 | TVB       | A Chip Off the Old Block (巴不得爸爸...)                          | Cho Tsuen        | Nomination - TVB Anniversary Awards, "Miglior Attore non Protagonista" |
| 2009 |           | Room to Let I (有房出租)                                          | Li Linlin        |                                                                        |
| 2010 |           | Room to Let II (有房出租II)                                       | Li Linlin        |                                                                        |
| 2011 | TVB       | Men with No Shadows (不速之約)                                    | Tong King-tin    |                                                                        |
| 2011 | TVB       | Grace Under Fire (女拳)                                           | Wong Fei Hung    | Nomination - Quarantatreesimi Mingpao's Anniversary Awards             |
| 2012 | TVB       | Gambler (賭海迷徒)                                                | Chuen            | Episodio 7: "Fight for Your Life" (搏老命)                             |
| 2012 |           | Her Whole Life (她的一生)                                         | Li Datong        |                                                                        |
| 2012 | HBS       | The Magic Blade (天涯明月刀)                                      | Xiang Yingtian   |                                                                        |
| 2014 | HBS       | The Loving Home (把爱带回家)                                      | Xia Lieyang      |                                                                        |
| TBA  |           | Flying Swords of Dragon Gate (龍門飛甲)                           |                  |                                                                        |
| TBA  | HKTV      | Hidden Faces (三面形醫)                                           |                  |                                                                        |

## Doppiatori italiani
- Cesare Barbetti in Il drago si scatena
- Luciano Melani in La mano sinistra della violenza (primo doppiaggio, CVD 1973)
- Sandro Iovino in I 4 scatenati di Hong Kong
- Marzio Margine in I giganti del karaté
- Natalino Libralesso in I 13 figli del drago verde (primo doppiaggio, SINC Cinematografica 1973), La leggenda dei 7 vampiri d'oro.